# Провулок Юрія Шумського (Київ)
Прову́лок Юрія Шу́мського — зниклий провулок, що існував у Дніпровському районі (на той час — Дарницькому) міста Києва, місцевості хутір Березняки, Кухмістерська слобідка. Пролягав біля вулиці Юрія Шумського. 

## Історія
Провулок виник у 1-й третині XX століття під назвою Данишівська вулиця. Назву провулок Юрія Шумського, на честь українського актора Юрія Шумського, набув 1955 року . Офіційно ліквідований 1971 року у зв'язку зі знесенням старої забудови.